# Robert Morris (New York)
Pour les articles homonymes, voir Robert Morris et Morris.
Robert Hunter Morris (né le 15 février 1808 à New York et mort le 24 octobre 1855 à New York) était un juriste, 64e maire de New York.
En tant que démocrate, il a été impliqué dans l'organisation Tammany Hall. Il a été élu en 1841 avec une faible majorité, et de nouveau en 1842 et 1843 avec une majorité plus confortable. Son successeur est James Harper, élu en 1844.